# ラウターブルンネン
ラウターブルンネン（Lauterbrunnen）はスイスのベルン州に属する基礎自治体 ( アインヴォーナー・ゲマインデ ) 。一時、ドイツの文学者ゲーテはこの村のシュタウプバッハの滝（落差300m）の近くに住んで作品を執筆していた。地名は、「音の鳴り響く泉」の意で、この滝から由来したものである。

## 地勢
氷河に削られてできたU字谷の底に位置する村。村の付近で72の滝を眺めることができる。インターラーケンからユングフラウヨッホへと向かう際の中継地点となる。近隣の都市や集落としては、北のインターラーケン、東のグリンデルヴァルトまで約10キロ程度。

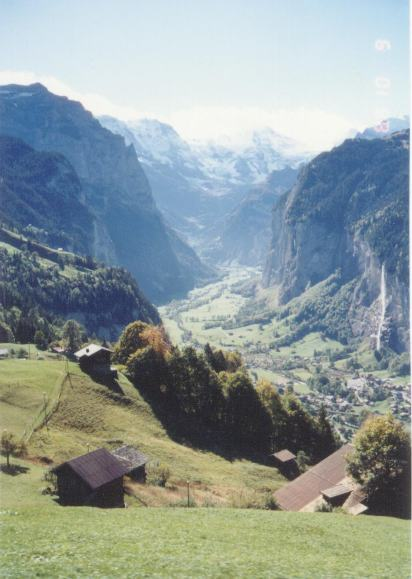
スイス・ユングフラウヨッホ麓のU字谷。ラウターブルンネン近辺,ヴェンゲン登山鉄道より

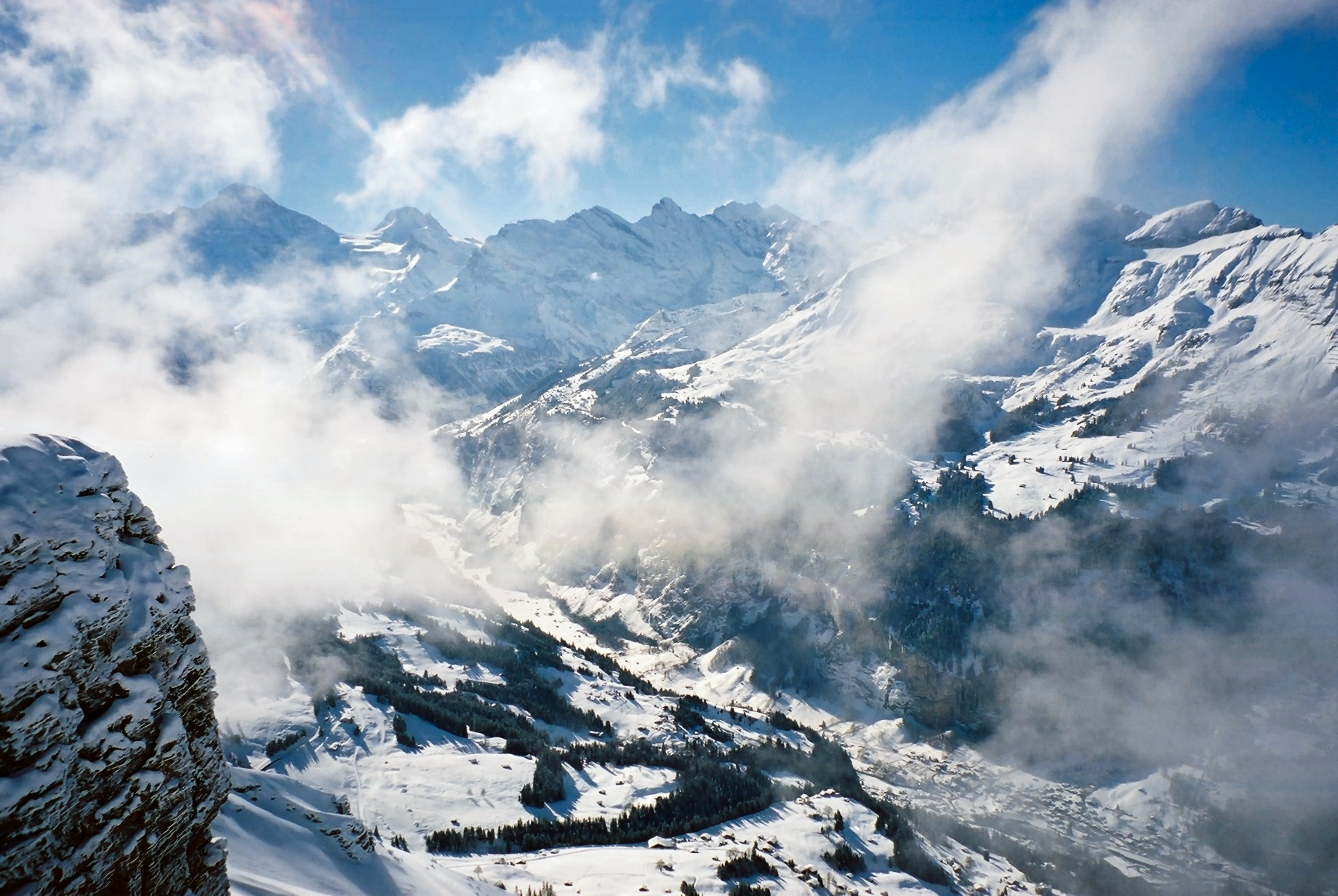
谷の風景

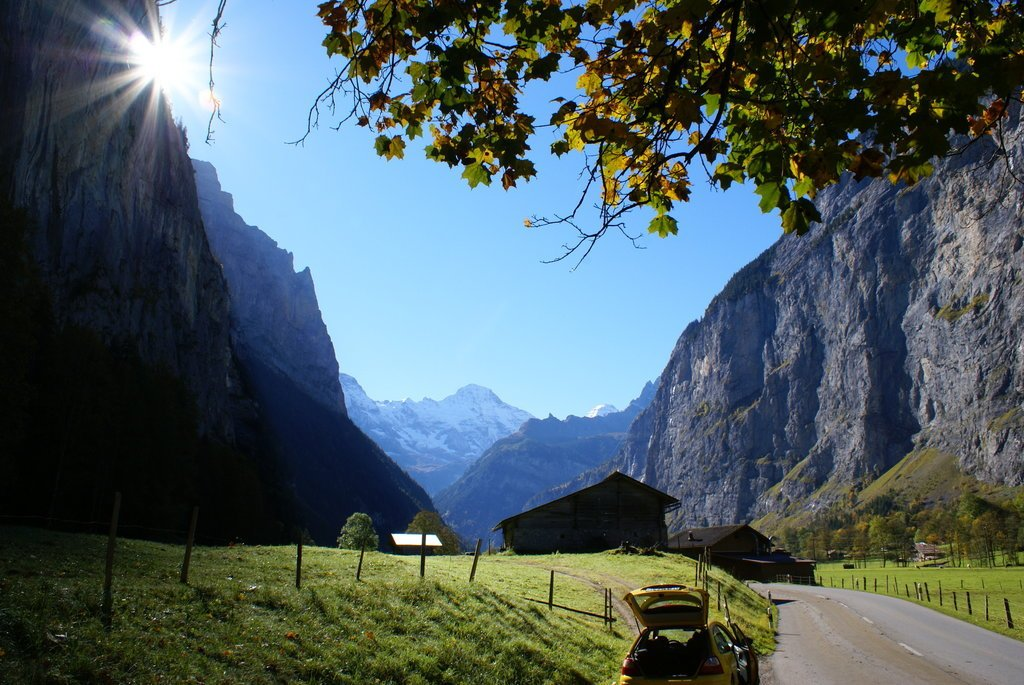
U字谷が美しい

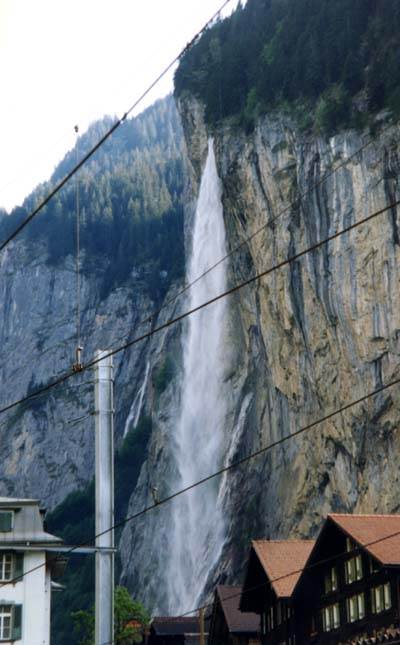
駅から見たシュタウプバッハの滝

## 登山鉄道
ベルナーオーバーラント鉄道（Berner Oberland-Bahn）でインターラーケンへと下りることができる。また、ここでヴェンゲルンアルプ鉄道（Wengernalpbahn）に乗り換え、クライネ・シャイデック（海抜2061メートル）まで登れば、ユングフラウ鉄道（Jungfraubahn）に乗り換えてヨーロッパ最高地に位置するユングフラウヨッホ駅（海抜3454メートル）まで向かうことができるほか、ラウターブルンネン-ミューレン山岳鉄道（Bergbahn Lauterbrunnen–Mürren）の索道と山岳鉄道でU字谷の縁のミューレン（海抜1639m）まで向かうことができる。その他、バスでシュテッヘルベルクまで移動すると、そこからシルトホルン登山鉄道の索道でミューレンを経由して、女王陛下の007の舞台ともなったシルトホルン（標高2970メートル）まで登ることができる。